# Élection partielle fédérale de 2025 dans Battle River—Crowfoot
 (mai 2025).
Une élection partielle est annoncée dans la circonscription fédérale de Battle River—Crowfoot pour le 18 août 2025, le député conservateur Damien Kurek ayant démissionné pour permettre au chef du Parti conservateur du Canada, Pierre Poilievre, de revenir au Parlement.

## Contexte
Lors des élections fédérales du 28 avril 2025, le chef du Parti conservateur du Canada, Pierre Poilievre, perd son siège dans la circonscription de Carleton qu'il détenait depuis 2015, battu par un nouveau venu libéral Bruce Fanjoy par plus de 4 300 voix. Le 2 mai, le premier ministre Mark Carney déclare qu'il va « déclencher une élection partielle, si c'est la décision du Parti conservateur, aussi tôt que possible » pour permettre à Poilievre de siéger à la Chambre des communes et d'y occuper le poste de chef de l'opposition officielle. Le jour même, Damien Kurek, député conservateur réélu dans la circonscription de Battle River—Crowfoot avec plus de 80 % des voix, annonce son intention de céder son siège à son chef en démissionnant. Poilievre exprime sa gratitude à Kurek pour ce geste, reconnaissant l'opportunité de réintégrer le Parlement grâce à une prochaine élection partielle.
Entretemps, à la reprise des travaux du Parlement, les conservateurs désignent un député en exercice, l'ancien leader Andrew Scheer, pour assurer le poste de chef de l'opposition d'ici à ce que Poilievre revienne à la Chambre.

## Chronologie
Bien que Kurek ait annoncé son intention de démissionner le 2 mai 2025, quelques jours après les élections générales du 28 avril, et que le premier ministre Carney ait promis de convoquer une élection partielle dès que possible, la date la plus proche à laquelle une élection partielle pourrait avoir lieu est début août 2025.
Selon la loi, la démission de Kurek ne peut prendre effet que 30 jours après la publication du résultat des élections dans la Gazette du Canada, qui a eu lieu le 15 mai 2025. Le gouverneur général doit émettre le bref pour une élection partielle au plus tôt 11 jours et au plus tard 180 jours après que le directeur général des élections a été officiellement informé d'une vacance par un mandat émis par le président de la Chambre des communes. En vertu de la Loi électorale du Canada, la durée minimale d’une campagne est de 36 jours entre le dépôt du bref et le jour de l'élection. Bref, la démission de Kurek est officialisée le 17 juin 2025 et le 30 juin 2025 le premier ministre Mark Carney déclenche l'élection partielle dans la circonscription de Battle River–Crowfoot qui se tiendra le lundi 18 août suivant.

## Comité du bulletin de vote le plus long
Le Comité du bulletin de vote le plus long (en) a ciblé l'élection partielle dans le cadre de sa campagne de protestation contre le système uninominal majoritaire à un tour et vise à faire inscrire les noms de pas moins de 200 candidats sur le bulletin de vote. Le comité avait déjà ciblé l'ancienne circonscription électorale de Pierre Poilievre, Carleton, lors de l'élection générale de 2025 et avait revendiqué l'ajout de 85 noms au bulletin de vote lors de ce scrutin qui portait le nombre de candidats à 91, un record. Finalement, 209 candidats se sont inscrits pour l'élection partielle.

## Candidats
- Parti conservateur du Canada : Pierre Poilievre
- Parti libéral du Canada : Darcy Spady
- Nouveau Parti démocratique : Katherine Swampy
- Parti vert du Canada : Ashley MacDonald
- Parti populaire du Canada : Jonathan Bridges
- Parti marijuana : Kenneth Kirk
- Parti libertarien du Canada : Michael Harris
- Parti de l'héritage chrétien du Canada : Jeff Willerton
- Parti uni du Canada : Grant Abraham
- Parti centriste du Canada : Ahmed Hassan
- 204 autres candidats indépendants, dont 201 appuyés par le Comité du bulletin de vote le plus long (en), groupe organisé pour manifester contre l'abandon de la réforme électorale par les libéraux en 2017[11]

## Résultats
Le candidat et chef du Parti conservateur du Canada, Pierre Poilievre, remporte l'élection avec plus de 80 % des votes. La candidate indépendante Bonnie Critchley finit deuxième avec 10 % des voix.